# Оланчито
Оланчито (исп. Olanchito) — город и муниципалитет в северной части Гондураса, на территории департамента Йоро.

## Географическое положение
Расположен на востоке департамента, на правом берегу реки Агуан, в 70 км от города Токоа. Абсолютная высота — 157 метров над уровнем моря.

## Население
По данным на 2013 год численность населения составляет 40 049 человек.
Динамика численности населения города по годам:
| 1974  | 1988   | 2001   | 2013   |
| ----- | ------ | ------ | ------ |
| 7 411 | 13 581 | 22 626 | 40 049 |

## Известные уроженцы
- Рамон Амайа Амадор (1916—1966) — гондурасский прозаик, журналист, политик.
- Мартинес, Рони (род. 1987) — гондурасский футболист, нападающий клуба «Реал Эспанья». Выступал в сборной Гондураса.
- Мендоса, Хосе (род. 1989) — гондурасский футболист, вратарь клуба «Хутикальпа» и сборной Гондураса. Участник Олимпийских игр в Лондоне.
- Фигероа, Хосе Роберто (род. 1959) — гондурасский футболист, нападающий. Участник чемпионата мира 1982 года.